# Lorgies
Lorgies ist eine französische Gemeinde mit 1.630 Einwohnern (Stand: 1. Januar 2022) im Département Pas-de-Calais in der Region Hauts-de-France. Sie gehört zum Arrondissement Béthune und zum Kanton Douvrin. Die Einwohner werden Fleurbaisiens genannt.

## Geographie
Die Gemeinde Lorgies liegt in der historischen Region Flandern an der Grenze zum Département Nord, 15 Kilometer westsüdwestlich von Lille. Umgeben wird Lorgies von den Nachbargemeinden Aubers im Norden und Nordosten, Illies im Osten, La Bassée im Süden, Violaines im Süden und Südwesten, Richebourg im Westen sowie Neuve-Chapelle im Nordwesten.

## Bevölkerungsentwicklung
| Jahr                       | 1962 | 1968 | 1975 | 1982 | 1990 | 1999 | 2006 | 2012 | 2022 |
| Einwohner                  | 882  | 858  | 853  | 922  | 1142 | 1174 | 1471 | 1578 | 1630 |
| Quellen: Cassini und INSEE |      |      |      |      |      |      |      |      |      |

## Sehenswürdigkeiten
- Kirche Saint-Mathieu, 1931 wieder errichtet
- Kapelle Notre-Dame-du-Rosaire-de-Fatima

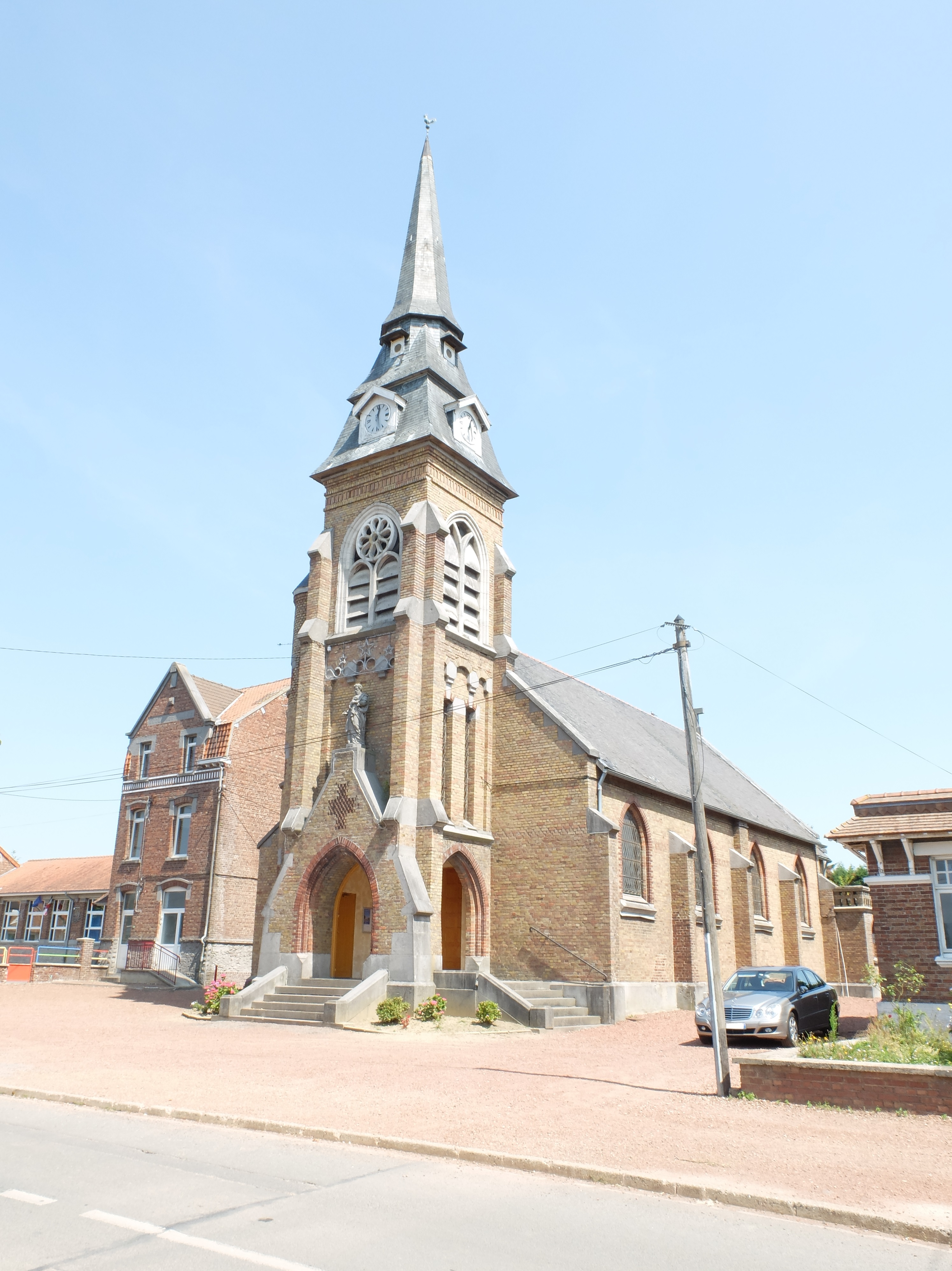
Kirche Saint-Mathieu
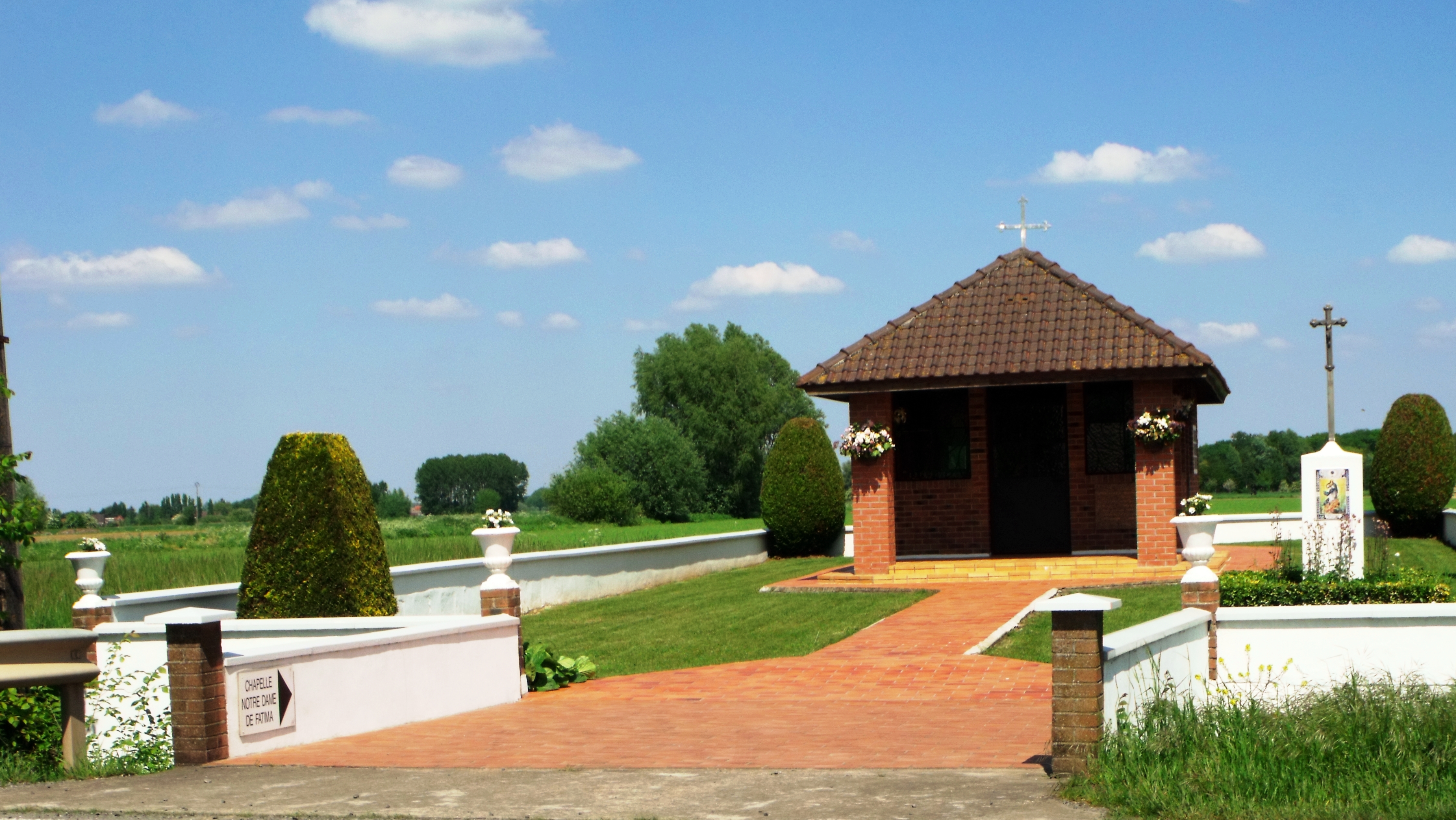
Kapelle Notre-Dame-du-Rosaire-de-Fatima